# Éditions des Quatre-Vents
Les Éditions des Quatre-Vents sont une maison d'édition ayant son siège à Paris, aussi intitulée Collection des Quatre-Vents.
Elle appartient à la société l'Avant Scène Théâtre.
Fondée en 1987 par Danielle Dumas, elle est spécialisée dans les pièces de théâtre d'auteurs vivants et l'actualité théâtrale.